# イタリア国鉄ETR500電車

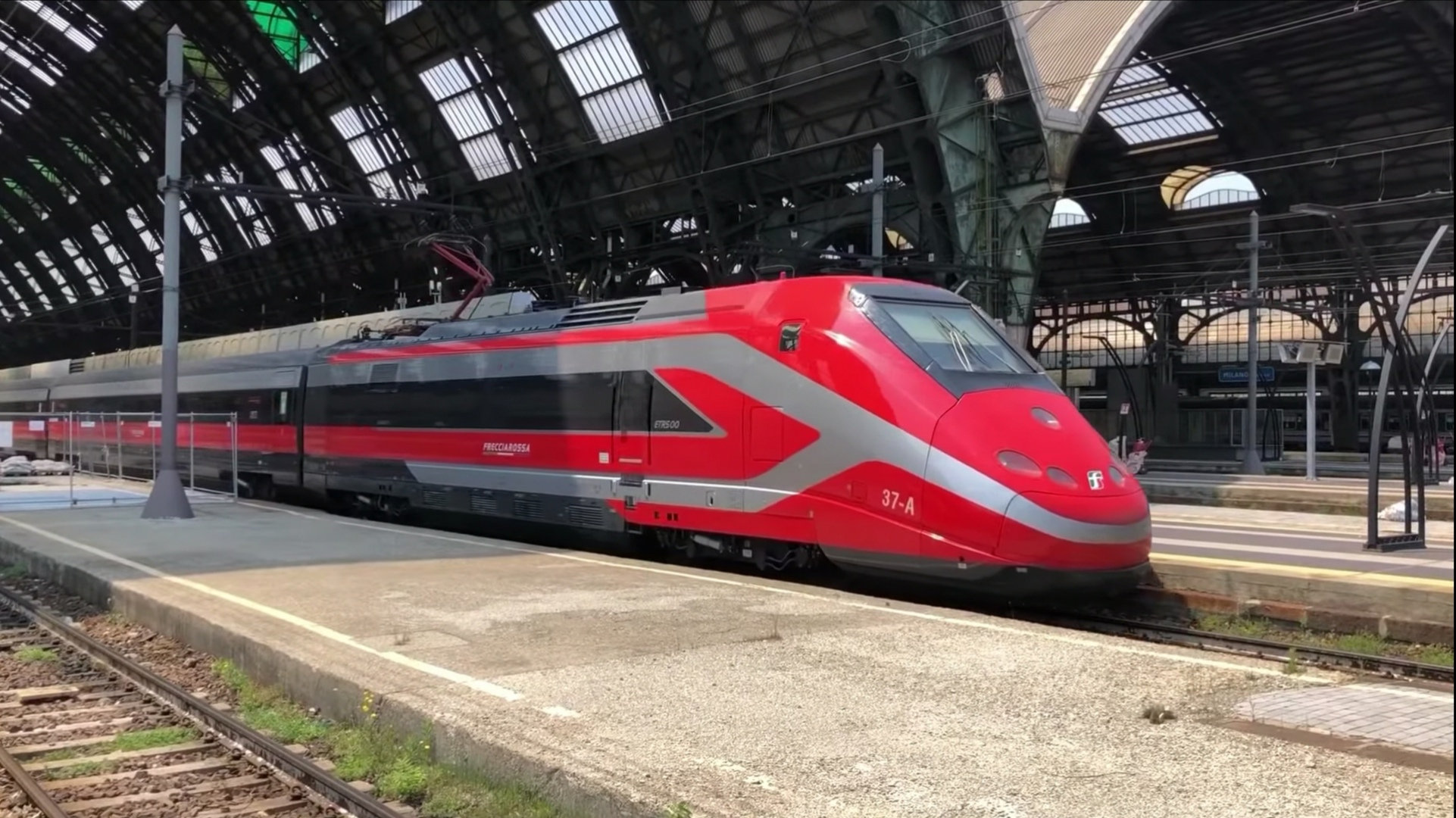
フレッチャロッサ（新塗装：2022年～）

イタリア国鉄ETR500電車 (Elettro Treno Rapido 500)は1993年に導入されたイタリアの動力集中方式の高速鉄道車両である。フェッロヴィーエ・デッロ・スタートが開発を進め、現在運行はトレニタリアが行っている。軌道の整備はRFIが行っている。

## 歴史
1930年代、イタリアは高速鉄道の先駆者であったにもかかわらず、1960年代に最初の高速列車が登場するまで着手してこなかった。1978年から1991年までの間はヨーロッパでも最速の列車を運行していた。しかし、依然として高速鉄道網の整備は他のヨーロッパ諸国と比べて立ち遅れている。
1990年代、FSは巻き返しを図るべく300km/hでの走行を前提とした高速鉄道網の整備に取り掛かった。それに伴い、それまでのETR450,460,480シリーズでは250km/h以上の速度は出せない為、それらに代わる振り子式ではない高速新線上で主に使用することを目的とした列車が開発された。

## 試作車

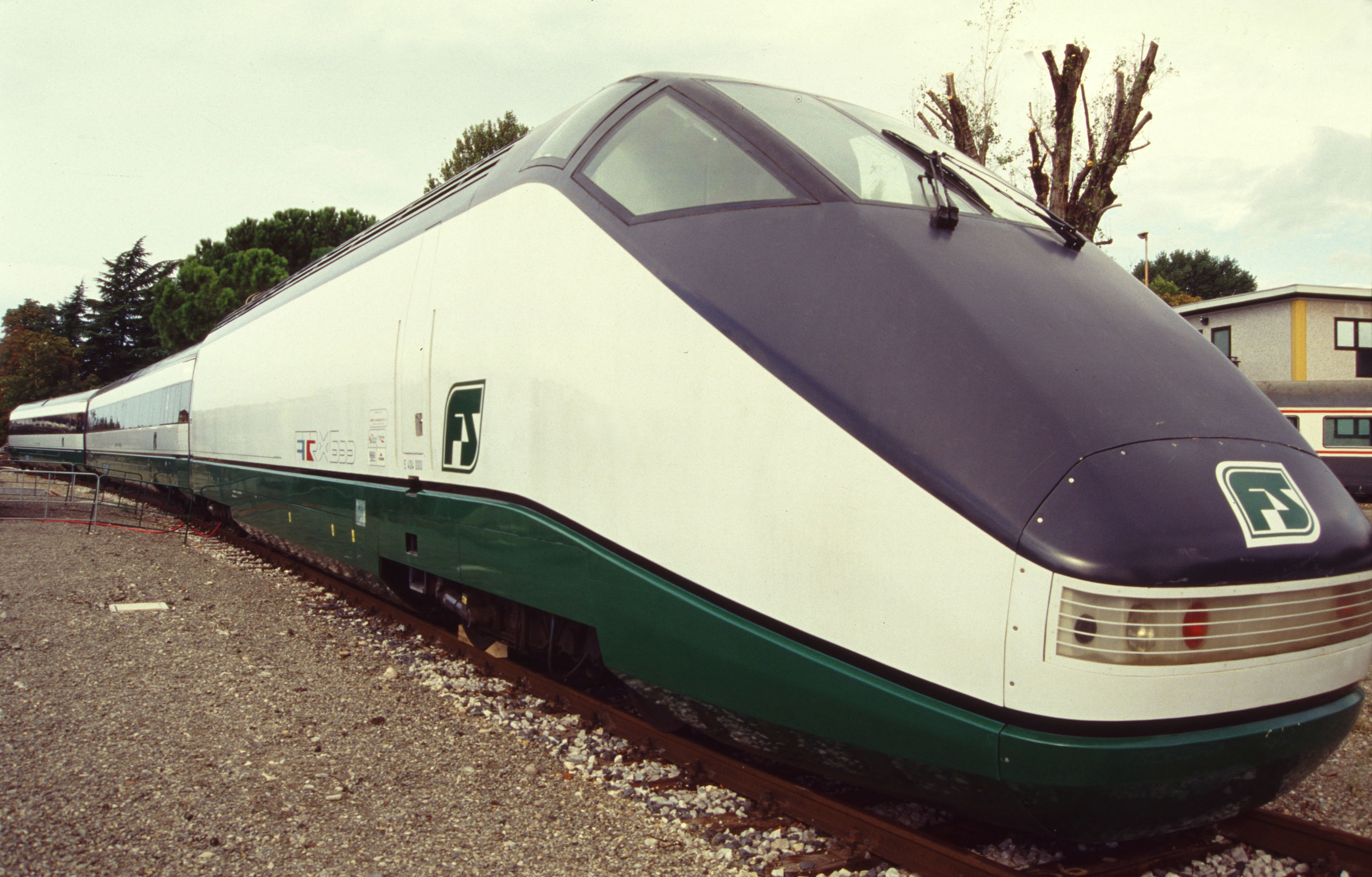
試作車であるETR500X

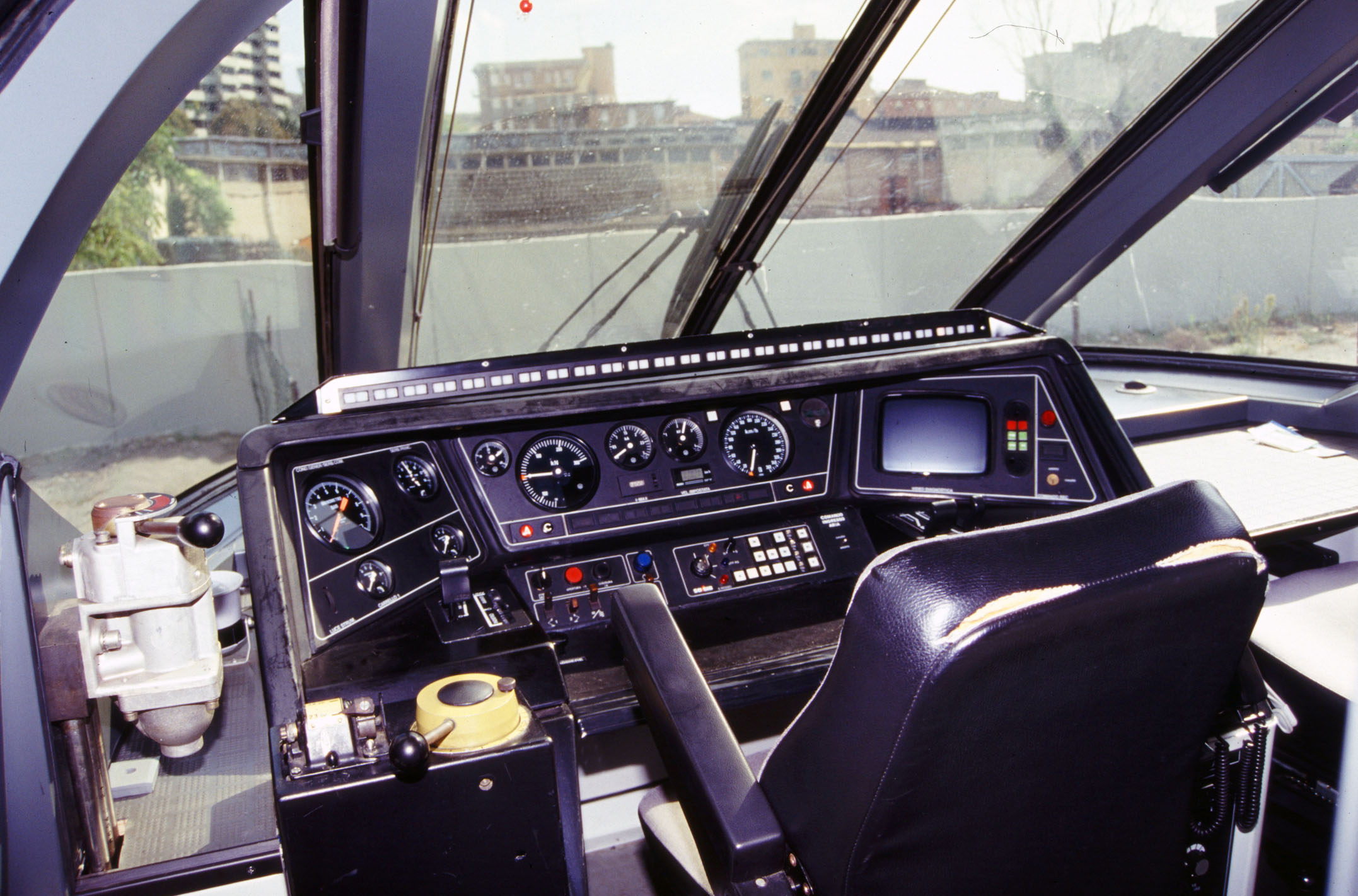
ETR500Xの運転席

1988年に最初の試作車である"ETR.500-X"と呼ばれる車両が登場した。ニックネームはRemoであった。Direttissimaで試験され、319km/hの速度を記録した。
1990年には2台の"ETR.500-Y"と呼ばれる第一次量産車が納車され、1995年まで試験が行われた。商業運行は1995年から1997年にかけてETR500で開始された。

## 編成

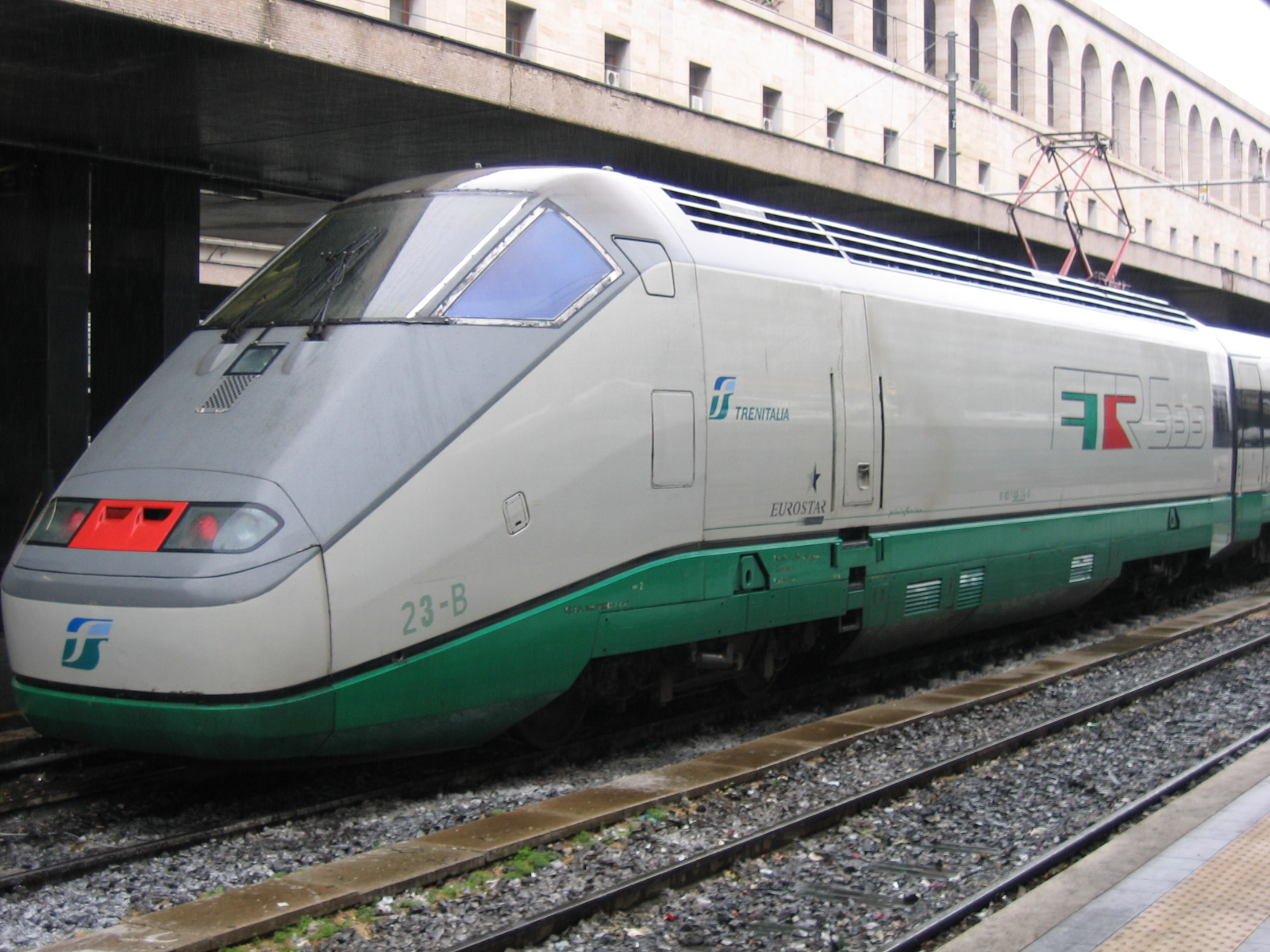
第一世代ETR500の機関車（E414機関車として転用される前）

2つのプロトタイプの成功を元にFSはピニンファリーナがデザインを担当した単電源の30編成を発注した。1992年から1996年にかけて受領した編成は2両の機関車(E.404 100 - 159)と4両の1等車、食堂車、6両の2等車から構成されていた。300 km/hでの営業運転を目指して開発された編成であったが、ディレッティシマの電化方式は直流3 kVのため、300 km/h運転に必要な十分な電力が得られず、250 km/hでの走行に制限されている。将来的にはTAV区間全線を交流電化25 kVとする計画があり、第二世代の編成ではこれらの理由から2電源に対応した編成が発注された。
第一世代の編成に組まれていた旧型の機関車は2006年から2008年にかけて順次編成から外され、第二世代の新型機関車に取って代わられている。第一世代の車両はE414機関車として、通常のインターシティの普通客車を前後に挟んで200km/hで運行されている。
中間部の客車は新製された2電源対応の機関車と組まれユーロスター・イタリアとしてTAVなどの高速新線に投入されており、キウージ - ミラノ、ミラノ - ローマ - サレルノ・ヴェネツィア、ヴェネツィア - ローマなどで運行された。
2008年より、第二世代の編成には順次、改装工事が施行された。同車の会議室には沖電気工業との協力開発で岡村製作所が納入したミーティングチェアが採用された。工事が済んだ編成には「フレッチャロッサ（Frecciarossa：『赤い矢』の意）」の愛称が与えられ、同年12月にミラノからボローニャに至るTAVの開業に伴って運行を開始したユーロスター・イタリアの上位列車：Eurostar Italia Alta Velocità（ユーロスター・イタリア・アルタ・ヴェロチタ：ユーロスターAV）の運用へ充当された。
2012年6月には、それまでトレニタリアの看板列車として展開されていたユーロスター・イタリアが、列車の愛称であったフレッチャロッサおよびフレッチャルジェント名義の運行種別に正式に移行された事に伴い、現在はフレッチャロッサとして運行されている。